# Siegfried Bethmann
Siegfried Bethmann (* 20. Juli 1915 in Bornum, heute zu Zerbst; † 6. November 1993 in Dessau-Haideburg; Pseudonym Benno Haupt) war ein deutscher Komponist und Arrangeur, insbesondere im Bereich der Blasmusik.

## Leben
Siegfried Bethmann, Sohn des Realschullehrers und Kantors Karl Hermann Erich Bethmann und dessen Frau Emilie Margarete Bethmann, geb. Lehmann, wurde in Bornum bei Zerbst geboren. Er hatte zwei jüngere Brüder: den späteren Mediziner und Universitätsprofessor Wolfgang Bethmann (1920–1990) und den Opernsänger Erich Bethmann (1922–2017). 1921 zog er mit seiner Familie nach Roßlau.
Nachdem er am Realgymnasium in der Nachbarstadt Dessau das Abitur abgelegt hatte, studierte Bethmann von 1934 bis 1939 Musik am Landeskonservatorium der Musik zu Leipzig bei Robert Teichmüller und Sigfrid Grundeis. 1935 wurde er Assistent Teichmüllers und gab dessen Lehrwerk Klaviertechnik in drei Sprachen heraus (1937/1951).
Von 1939 bis 1945 diente er im Musikkorps der Luftwaffen-Garnison Halberstadt.
Nach dem Zweiten Weltkrieg geriet er kurzzeitig in amerikanische Kriegsgefangenschaft und war anschließend Korrepetitor und Kapellmeister an den Städtischen Bühnen Heidelberg (1945/1946). Daraufhin kehrte er nach Roßlau zurück, wo er das Stadtorchester aufbaute, das er bis 1950 dirigierte. Ab 1947 verfasste Bethmann Arrangements für das hallesche Mitteldeutsche Tanz- und Unterhaltungsorchester, ab 1948 als Chef-Arrangeur auch für das Unterhaltungsorchester des Senders Leipzig. Zudem beteiligte er sich dort am Aufbau von Blasorchestern.
Ab der Gründung des Rundfunk-Blasorchesters Leipzig 1950 war er für dieses Orchester über 20 Jahre lang als Komponist und Chef-Arrangeur tätig.
Am 20. Juli 1948 heiratete er in Bornum Ilse Trippe. 1956 zog er nach Dessau-Haideburg. Ab diesem Zeitpunkt schrieb er des Weiteren die Filmmusik zu 30 DEFA-Filmen.
Bethmann verstarb am 6. November 1993 in Dessau-Haideburg, wo er auch bestattet wurde.

## Werke (Auswahl)
Bethmann verfasste über 1400 Eigenkompositionen, 1200 Arrangements und ca. 40 Notenalben bzw. -hefte.

### Lehrwerke
- Robert Teichmüller, Siegfried Bethmann: Klavier-Technik. Jost, Leipzig 1937, DNB 361748833.
- Robert Teichmüller, Siegfried Bethmann: Klaviertechnik. Pro Musica, Leipzig 1951, DNB 1006554777.
- Paul Heyne, Siegfried Bethmann: Der moderne Trompeter. Tägliche Studien, Stilistik, Improvisation. Pro Musica, Leipzig/Berlin 1958, DNB 577783637.
- Günter Brisenick, Siegfried Bethmann: Schule für Plektrum-Gitarre mit elektrischer Tonwiedergabe. Pro Musica, Leipzig/Berlin 1962, DNB 1001610504.

### Filmmusik
Quelle: 
- 1956: Schutz der Gesundheit! Auch im Gesundheitswesen
- 1956: Spuren an der Tränke
- 1956: Werkstoff der Zukunft
- 1956: Lebensnahe Schule
- 1957: Arbeitsschutz in Spritzkabinen
- 1957: WMW-Fräsmaschinen
- 1957: Unbeobachtet – beobachtet
- 1957: Bewahrt das Feuer…
- 1957: Mit tausend Augen
- 1957/1958: Vier Freunde – Ein Ziel
- 1958: Kleine Fische
- 1958: Automatisierung – Normung – Baukastensystem (Teil I)
- 1958: Fallschirmsport
- 1958: Chronik des volkseigenen Einzelhandels
- 1959: Automatisierung – Normung – Baukastensystem (Teil II)
- 1959: Vom Alltag im Zirkus
- 1959: Das Feuerzeug
- 1960: Hatifa
- 1960: Gewebt, gewirkt … und ganz was Neues
- 1962: Eine Weiche stand falsch
- 1962/1963: Drei Landratten und das Meer
- 1963: Leuna
- 1963: Industriebau der Deutschen Demokratischen Republik
- 1964: Die goldene Gans
- 1971: Der Zoo auf dem Reilsberg
- 1974: Gesundheit ist trainierbar

### Sonstiges
- Askania-Marsch
- Die Finsterwalder Sänger
- Einzug der Plagiatoren (Marschburleske)
- Gengenbacher Marsch
- Glücksstart (Konzertmarsch)
- Hias
- Leicht Gepäck (Marsch)
- Lustige Musikanten (Polka)
- Reiseskizzen (Jazz-Suite)
- Rosengrüße aus Löberitz
- Saitensprünge / Neue Geigenpolka (Polka)
- Sancho Pansa (Solo für Fagott oder Bariton mit Blasorchester)
- Scandinavian Rhapsody
- Sportfreunde (Marsch)